# 니콜라스 조지아드

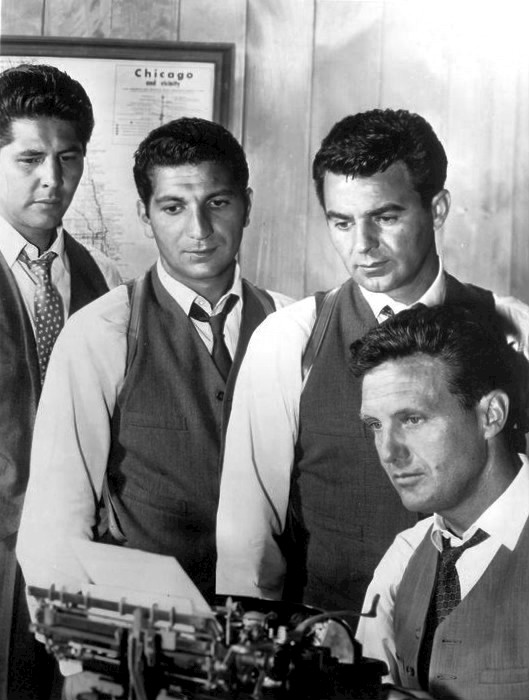

니콜라스 조지아드(Nicholas Georgiade, 1933년 5월 25일 ~ )는 미국의 배우, 텔레비전 배우이다.
뉴욕에서 태어났다.

## 방송
- 추격

## 영화
- 베가스로 가는 3일 (2007년)
- 은밀한 유혹 (1993년)
- 피카소 트리거 (1988년)
- 형사 Q (1976년)
- 겟 스마트 (1965년)
- 매드 매드 대소동 (1963년)
- 추격 (1959년)